# Napęd fotonowy
Napęd fotonowy (ang. PLT – photonic laser thruster, czyli 'laserowy napęd fotonowy') – napęd, w którym wykorzystana jest energia światła laserowego.
Strumień fotonów emitowany przez laser odbija się od lustra umieszczonego na pojeździe przekazując mu pęd. Odbijające się od lustra fotony przekazują mu równocześnie część swej energii kinetycznej. Światło odbite od zwierciadła rakiety odbija się następnie od drugiego nieruchomego zwierciadła. Zastosowanie nieruchomego lustra ma na celu wykorzystanie wielokrotnego odbicia światła dla zwiększenia energii przekazywanej lustrom.